# (29458) Pearson
(29458) Pearson (1997 SJ11) – planetoida z pasa głównego asteroid okrążająca Słońce w ciągu 3,76 lat w średniej odległości 2,42 j.a. Odkryta 30 września 1997 roku.